# Blattidae
Blatidés
Famille
Les Blattidae (ou blattidés en français) sont une famille de cafards appartenant à l'ordre des Blattodea (Blattaria) compris dans le super-ordre Polyneoptera. On y retrouve une quarantaine de genres et près de 600 espèces de blattes. Plusieurs insectes cosmopolites nuisibles comme la blatte orientale (Blatta orientalis), la blatte américaine (Periplaneta americana), la blatte australienne (Periplaneta australasiae), la blatte brune (Periplaneta brunnea), la blatte de Floride (Eurycotis floridana) et la blatte arlequine (Neostylopyga rhombifolia) font partie de ce groupe.

## Classification
Liste des sous-familles et des genres :
Sous-famille Archiblattinae
- Archiblatta Snellen van Vollenhoven, 1862
- Catara Walker, 1868
- Protagonista Latreille, 1810

Sous-famille Blattinae Latreille, 1810
- Afrostylopyga Anisyutkin, 2014
- Apterisca Princis, 1963
- Blatta Linnaeus, 1758
- Brinckella Princis, 1963
- Cartoblatta Shelford, 1910
- Celatoblatta Johns, 1966
- Deropeltis Burmeister, 1838
- Dorylaea Stål, 1877
- Eroblatta Shelford, 1910
- Eumethana Princis, 1951
- Hebardina Bei-Bienko, 1938
- Henicotyle Rehn & Hebard, 1927
- Homalosilpha Stål, 1874
- Macrostylopyga Anisyutkin, Anichkin & Thinh, 2013
- Maoriblatta Princis, 1966
- Mimosilpha Bei-Bienko, 1957
- Miostylopyga Princis, 1966
- Neostylopyga Shelford, 1911
- Pelmatosilpha Dohrn, 1887
- Periplaneta Burmeister, 1838
- Pseudoderopeltis Krauss, 1890
- Scabinopsis Bei-Bienko, 1969
- Shelfordella Adelung, 1910
- Thyrsocera Burmeister, 1838

Sous-famille Duchailluiinae Roth, 2003
- Duchailluia Rehn, 1933

Sous-famille Macrocercinae Roth, 1993
- Macrocerca Hanitsch, 1930

Sous-famille Polyzosteriinae
- Anamesia Tepper, 1893
- Cosmozosteria Stål, 1874
- Desmozosteria Shelford, 1909
- Drymaplaneta Tepper, 1893
- Eppertia Shaw, 1925
- Eurycotis Stål, 1874
- Euzosteria Shelford, 1909
- Leptozosteria Tepper, 1893
- Megazosteria Mackerras, 1966
- Melanozosteria Stål, 1874
- Methana Stål, 1877
- Platyzosteria Brunner von Wattenwyl, 1865
- Polyzosteria Burmeister, 1838
- Pseudolampra Tepper, 1893
- Scabina Shelford, 1909
- Temnelytra Tepper, 1893
- Zonioploca Stål, 1874